# Werner Koller
Werner Koller (* 14. Dezember 1942 in Zürich) ist ein Schweizer Sprachwissenschaftler und emeritierter Professor für deutsche Sprachwissenschaft am Germanistischen Institut der Universität Bergen (Norwegen). In seinen übersetzungswissenschaftlichen Publikationen und Forschungen widmete er sich vor allem der Typologisierung und Präzisierung des Äquivalenzbegriffes im Kontext der Translation.

## Leben und Wirken
Koller studierte Germanistik, Allgemeine Linguistik, Philosophie und Nordistik an der Universität Zürich und der Universität Stockholm und schloss 1968 in Zürich mit dem Lizenziat ab. Zwischen 1969 und 1974 war er an beiden Universitäten in den Bereichen Assistenz und Lehre tätig. 1972 promovierte er in Stockholm über das Thema Grundprobleme der Übersetzungstheorie. Unter besonderer Berücksichtigung schwedisch-deutscher Übersetzungsfälle. Von 1974 bis 1978 arbeitete Koller als Professor für Angewandte Sprachwissenschaft an der Universität Heidelberg. 1978 begann er als Professor für deutsche Sprache an der Universität Bergen zu lehren. Seit dem 31. Dezember 2012 ist Koller emeritiert.

## Äquivalenztypologie
Als Kollers Hauptwerk gilt die 1979 erschienene Monographie Einführung in die Übersetzungswissenschaft (völlig neu bearbeitet in der 4. Aufl. 1997). In dieser widmet er sich, nach einer allgemeineren Auseinandersetzung mit der Praxis und der Geschichte des Übersetzens, einer ausführlichen Typologisierung der Äquivalenz in der Übersetzung, die das Buch zu einem „legendären Werk“ machte, das großen Einfluss auf die Übersetzungswissenschaft hatte und viel diskutiert wurde.
Im Zuge dieser Typologisierung legt er fünf Bezugsrahmen fest, die bei der Festlegung der Art der Übersetzungsäquivalenz eine Rolle spielen:

### Denotative Äquivalenz
Die denotative Äquivalenz orientiert sich am außersprachlichen Sachverhalt, der in einem Text vermittelt wird. Ihr zentraler Gegenstand ist die Lexik, also die Wörter und Syntagmen einer Sprache, bzw. die textuellen Faktoren.
Koller unterscheidet zwischen folgenden Arten der denotativen Äquivalenz:
- Eins-zu-eins-Entsprechung (Synonyme auf der denotativen Ebene), z. B.:

```
engl. 
car
 → dt. 
Auto
```

- Eins-zu-viele-Entsprechung (Diversifikation), z. B.:

```
engl. 
river
 → frz. 
fleuve
 (mündet ins Meer) / 
rivière
 (ergießt sich in anderen Wasserlauf)
dt. 
Großvater
 → schwed. 
morfar
 (mütterlicherseits) / 
farfar
 (väterlicherseits)
```

- Viele-zu-eins-Entsprechung (Neutralisation), z. B.:

```
engl. 
control
 / 
control unit / regulator / governor
 → dt. 
Regler
```

- Eins-zu-Null-Entsprechung (Lücke), z. B.:

```
engl. 
layout
 → dt. ?
dt. 
Berufsverbot
 → frz. ?
```

- Eins-zu-Teil-Entsprechung, z. B.:

```
dt. 
Geist
 → engl. 
mind

dt. 
Stimmung
 → frz. 
ambiance
```

Eine denotative Äquivalenz besteht, wenn der Zieltext die gleichen außersprachlichen Sachverhalte abbildet wie der Ausgangstext.

### Konnotative Äquivalenz
Neben der denotativen Bedeutung hat jedes Wort konnotative Werte. Für den Ausdruck eines denotativ Gemeinten stehen oft mehrere Ausdrucksmöglichkeiten zur Verfügung, z. B.:
```
essen / speisen / tafeln / fressen

sterben / entschlafen / ins Gras beißen
```

Es kann zwischen folgenden Kategorien von Konnotationen unterschieden werden:
- Sprachschicht (z. B. standardsprachlich, umgangssprachlich, dichterisch...)
- soziales Milieu (z. B. Studierende, Arbeiterschicht, Bildungsbürgertum...)
- Geographische Zuordnung oder Herkunft (z. B. überregional, schwäbisch, österreichisch...)
- Medium (geschrieben-sprachlich, gesprochen-sprachlich)
- Stilistische Wirkung (z. B. veraltet, gespreizt, modisch, bildhaft, anschaulich...)
- Frequenz (gebräuchlich, wenig gebräuchlich)
- Bewertung (z. B. positiv, negativ, ironisierend...)

Eine konnotative Äquivalenz besteht, wenn die Art der Verbalisierung von Sachverhalten in Ausgangs- und Zieltext vergleichbare emotionale und assoziative Reaktionen hervorruft.

### Textnormative Äquivalenz
Die textnormative Äquivalenz bezieht sich auf textgattungsspezifische Merkmale wie Text- und Sprachnormen (Gebrauchsnormen).
Bestimmte Textsorten, z. B. Vertragstexte, Gebrauchsanweisungen oder wissenschaftliche Texte, erfordern bestimmte sprachliche Normen (Stilnormen) hinsichtlich der Auswahl und Verwendungsweise sprachlicher Mittel im syntaktischen und lexikalischen Bereich. So kann es zum Beispiel nötig sein, bei der Übersetzung einer Packungsbeilage für Medikamente die unterschiedlichen rechtlichen Anforderungen in Ausgangs- und Zielland zu berücksichtigen. Wenn der Ausgangstext eine akzeptable US-amerikanische Packungsbeilage ist, muss der Zieltext eine akzeptable deutsche Packungsbeilage sein, um textnormative Äquivalenz herzustellen, auch wenn dafür Textteile weggelassen, ergänzt oder umgestellt werden müssen.
Eine textnormative Äquivalenz besteht, wenn der Zieltext in gleicher Weise wie der Ausgangstext Sprach- und Textnormen erfüllt oder bricht.

### Pragmatische Äquivalenz
Die pragmatische Äquivalenz bezieht sich auf den Empfänger, an den sich die Übersetzung richtet und der den Text auf der Basis seiner Verstehensvoraussetzungen rezipieren können soll, bzw. auf den die Übersetzung „eingestellt“ wird, damit sie ihre kommunikative Funktion erfüllen kann. Es wird davon ausgegangen, dass es für den ausgangs- und den zielsprachlichen Text jeweils unterschiedliche Rezeptionsbedingungen gibt.
Der kommunikative Zusammenhang, in dem ein Text rezipiert wird, ist abhängig von bestimmten Erwartungsnormen. Diese werden, neben der Sprachgemeinschaft, beeinflusst von:
- der sozialen Milieuzugehörigkeit der Empfänger
- den individuellen und gruppenspezifischen Wissens- und Verstehensvoraussetzungen
- dem Bildungsstand, den Sprach- und Sachkenntnissen der Empfänger
- und der individuellen und historisch-gesellschaftlichen Rezeptionssituation der Empfänger allgemein.

Eine pragmatische Äquivalenz besteht, wenn die Ausgangs- und Zieltexte in gleicher Weise ihre kommunikative Funktion (Information, Unterhaltung, Herstellung von Gemeinschaftsgefühl etc.) in einer bestimmten Situation erfüllen.

### Formal-ästhetische Äquivalenz
Die formal-ästhetische Äquivalenz bezieht sich auf ästhetische, formale und individualistische Eigenschaften des ausgangssprachlichen Textes. Das Ziel einer formal-ästhetisch äquivalenten Übersetzung ist dabei die Analogie der Gestaltung hinsichtlich Kategorien wie Reim, Rhythmus, besondere stilistische Ausdrucksformen in Syntax und Lexik, Sprachspiel, Metaphern etc.
Diese Kategorie ist besonders – wenn auch nicht ausschließlich – bei der Übersetzung literarischer Texte bedeutsam.
Eine formal-ästhetische Äquivalenz besteht, wenn Ausgangs- und Zieltext eine Analogie der Gestaltung aufweisen.

### Fazit
Für jede Translationsaufgabe ergeben sich große Mengen unterschiedlicher Äquivalenzforderungen. Diese müssen in eine Hierarchie eingeordnet werden, da niemals alle in gleicher Weise erfüllt werden können. Verschiedene translatologische Ansätze unterscheiden sich besonders häufig und besonders heftig darin, inwieweit diese Hierarchie vom Ausgangstext her (Erhaltung möglichst vieler Aspekte) oder vom Zieltext her (möglichst gute Funktionalität) bestimmt wird, und darin, inwieweit die Funktionen eines Ausgangstextes und eines noch als Translat zu bezeichnenden Zieltextes voneinander abweichen dürfen, wie also die Definition eines „Translats“, einer „Übersetzung“ oder „Verdolmetschung“ zu fassen ist. Hier unterscheidet sich Kollers Äquivalenzanforderung beispielsweise stark von funktionalistischen Ansätzen wie der Skopostheorie, nach der Funktion und Zweck des Translats als bestimmende Faktoren jeder Übersetzung betrachtet werden.

## Weitere Forschungsschwerpunkte
- Allgemeinere Übersetzungswissenschaft
- Linguistische und philosophische Aspekte der Übersetzbarkeit
- Übersetzungsrelevante Texttypologie
- Phraseologie: Verwendung, Funktionen, Mehrwert
- Sprachsoziologie (Schwerpunkt Deutsche in der Deutschschweiz)
- Sprachverhältnisse in der viersprachigen Schweiz

## Publikationen (Auszug)

### Monographien
- Grundprobleme der Übersetzungstheorie. Unter besonderer Berücksichtigung schwedisch-deutscher Übersetzungsfälle. Francke, Bern/München 1972 (Dissertation; zugleich als Bd. 9 der Stockholmer Germanistischen Forschungen).
- Redensarten. Linguistische Aspekte, Vorkommensanalysen, Sprachspiel. Niemeyer, Tübingen 1977 (= Reihe Germanistische Linguistik, Bd. 5).
- Einführung in die Übersetzungswissenschaft. Quelle & Meyer, Heidelberg 1979 (= Uni-Taschenbücher, Bd. 819).
- Deutsche in der Deutschschweiz. Eine sprachsoziologische Untersuchung. Mit einem Beitrag von Heinrich Hänger. Sauerländer, Aarau/Frankfurt a. M./Salzburg 1992 (= Reihe Sprachlandschaft, Band 10).

### Aufsätze
- Die einfachen Wahrheiten der Redensarten. In: Sprache und Literatur in Wissenschaft und Unterricht, 56/1985, S. 26–36.
- Die literarische Übersetzung unter linguistischem Aspekt. Bedingungsfaktoren der Übersetzung am Beispiel Henrik Ibsens. In: H. Kittel (Hrsg.): Die literarische Übersetzung. Stand und Perspektiven ihrer Erforschung. Erich Schmidt, Berlin 1988 (= Göttinger Beiträge zur Internationalen Übersetzungsforschung, 2), S. 64–91.
- The Concept of Equivalence and the Object of Translation Studies. In: Target, 7:2, 1995, S. 191–222.
- Stereotypes und Stereotype. Sozialpsychologische und linguistische Aspekte. In: Muttersprache, 108, 1998, S. 38–53.
- Nationale Sprach(en)kultur der Schweiz und die Frage der „nationalen Varietäten des Deutschen“. In: Andreas Gardt/Ulrike Haß-Zumkehr/Thorsten Roelcke (Hrsg.): Sprachgeschichte als Kulturgeschichte. De Gruyter, Berlin/New York 1999 (= Studia Linguistica Germanica, 54), S. 133–170.
- Nation und Sprache in der Schweiz. In: Andreas Gardt (Hrsg.): Nation und Sprache: Die Diskussion ihres Verhältnisses in Geschichte und Gegenwart. De Gruyter, Berlin/New York 2000, S. 563–609.
- Linguistik und kulturelle Dimension der Übersetzung – in den 70er Jahren und heute. In: Heidrun Gerzymisch-Arbogast/Claudia Giehl/Gisela Thome (Hrsg.): Kultur und Übersetzung: Methodologische Probleme des Kulturtransfers. Narr, Tübingen 2001 (= Jahrbuch der Deutschen Gesellschaft für Übersetzungs- und Dolmetschwissenschaft, 2), S. 115–130.
- Mensch und Text in der Sprachfremde: overt und covert. In: Nicole Baumgarten/Claudia Böttger/Markus Motz/Julia Probst (Hrsg.): Übersetzen, Interkulturelle Kommunikation, Spracherwerb und Sprachvermittlung – das Leben mit mehreren Sprachen. Festschrift für Juliane House zum 60. Geburtstag. In: Zeitschrift für Interkulturellen Fremdsprachenunterricht, 8(2/3), 2003, S. 1–9.
- Situativ gebundene Interaktionsausdrücke (Routineformeln) in interkultureller und übersetzungsbezogener Sicht. Zu einigen Problemen konzeptioneller und methodischer Art. In: Harald Burger/Gertrud Gréciano/Annelies Häcki Buhofer (Hrsg.): Flut von Texten – Vielfalt der Kulturen. Schneider, Baltmannsweiler 2003 (= Phraseologie und Parömiologie, 14), S. 427–441.
- Der Begriff der Äquivalenz in der Übersetzungswissenschaft. In: Armin Paul Frank/Norbert Greiner/Theo Hermans/Harald Kittel/Werner Koller/José Lambert/Fritz Paul (Hrsg.): Übersetzung – Translation – Traduction. Ein internationales Handbuch zur Übersetzungsforschung. An International Encyclopedia of Translation Studies. Bd. 1. De Gruyter, Berlin/New York 2004 (= Handbücher zur Sprach- und Kommunikationswissenschaft, Vol. 26), S. 343–354.
- Semiotische „Äquivalenzen“ in Naipauls The Enigma of Arrival/Das Rätsel der Ankunft. In: Juliane House/Werner Koller/Klaus Schubert (Hrsg.): Neue Perspektiven in der Übersetzungs- und Dolmetschwissenschaft. Festschrift für Heidrun Gerzymisch-Arbogast. AKS-Verlag, Bochum 2004 (= Reihe Fremdsprachen in Lehre und Forschung, 35), S. 113–128.
- Probleme der Übersetzung von Phrasemen. In: Harald Burger/Dmitrij Dobrovol'skij/Peter Kühn/Neal R. Norrick (Hrsg.): Phraseologie. Ein internationales Handbuch zeitgenössischer Forschung. Bd. 1. De Gruyter, Berlin/New York 2007 (= Handbücher zur Sprach- und Kommunikationswissenschaft, Vol. 28:1), S. 605–613.
- Übersetzung und deutsche Sprachgeschichte. In: Armin Paul Frank/Norbert Greiner/Theo Hermans/Harald Kittel/Werner Koller/José Lambert/Fritz Paul (Hrsg.): Übersetzung – Translation – Traduction. Ein internationales Handbuch zur Übersetzungsforschung. An International Encyclopedia of Translation Studies. De Gruyter, Berlin/New York 2007 (= Handbücher zur Sprach- und Kommunikationswissenschaft, Vol. 26:2), S. 1701–1712.

### Mitherausgeberschaft
- Armin Paul Frank/Norbert Greiner/Theo Hermans/Harald Kittel/Werner Koller/José Lambert/Fritz Paul (Hrsg.): Übersetzung – Translation – Traduction. Ein internationales Handbuch zur Übersetzungsforschung. An International Encyclopedia of Translation Studies. Berlin/New York, de Gruyter (= Handbücher zur Sprach- und Kommunikationswissenschaft, Vol. 26), Bd. 1: 2004, Bd. 2: 2007, Bd. 3: 2011.